# Луїтпольдинги
Луїтпольдинги (нім. Luitpoldinger) — німецька династія епохи раннього Середньовіччя, представники якої правили в Баварії в 895—947 та 983—985 роках і стояли біля витоків формування автономного Баварського герцогства у складі Священної Римської імперії.

## Походження і маркграф Луїтпольд
Вважається, що Луїтпольдинги ведуть своє походження від Каролінгів і одного з найдавніших баварських родів Хуозі. Стверджувалося, що їхньою прародителькою була дружина короля Німеччини Карломана Ліутсвінда. Документальних підтверджень споріднення Луїтпольдингів з німецькими Каролінгами не існує. Відомо лише, що в 893 імператор Арнульф Каринтійський, син Ліутсвінди, передав землі Каринтії і Верхньої Паннонії (сучасна Австрія і західна Угорщина) графу Луїтпольду. В 895 Луїтпольд отримав також території в долині Дунаю та Нордгау (сучасний Верхній Пфальц) з Регенсбургом. Так була сформована територіальна основа нового державного утворення у складі Німеччини — Баварської марки або маркграфства. Як і правителі інших прикордонних марок імперії, Луїтпольд постійно воював із сусідніми племенами (слов'ян та угорців) і загинув в битві при Прессбурзі (нині Братислава) в 907 році.

## Наступники Луїтпольда
При наступниках Луїтпольда — Арнульфі, Еберхарді та Бертольді — Баварія була перетворена в герцогство і стала одним з п'яти найбільших князівств імперії, так званих «племінних герцогств», що сформувалися на основі того чи іншого племені германців. Арнульф, що отримав прізвисько Злий, став фактично незалежним від короля Німеччини правителем, який самостійно призначав графів та єпископів на підвладних йому землях і вів власну зовнішню політику: на відміну від німецьких королів, які постійно боролися з угорськими набігами, Арнульф уклав мир з угорцями, убезпечивши свої володіння на шкоду інтересам імперії. Однак прихід до влади в Німеччині Саксонської династії на чолі з сильними королями Генріхом Птахоловом та Оттоном Великим привів до ослаблення самостійності Баварії та поступового її підпорядкування центральній владі. В 947 син і спадкоємець герцога Бертольда Генріх Молодший був відсторонений від престолу, який був переданий братові Оттона I Генріху I.

## Боротьба Луїтпольдингів і Людольфінгів
Передача Баварії представникам Саксонської династії спричинила за собою тривалий конфлікт між Луїтпольдингами і Людольфінгами (друга назва Саксонської династії). Ймовірно, що втративши Баварію, Генріх Молодший все ж утримав частину своїх володінь в Каринтії, що дозволило йому зберегти свої позиції в імперії. Конфлікт баварської лінії Людольфінгів з імператорами Священної Римської імперії привів в 976 р. до розділу Баварії: від герцогства були відділені всі східні і південні марки від Верони до Чехії, з яких було сформовано два нових державних утворення: Східна марка (майбутня Австрія) на півночі, і герцогство Велика Карантанія на інших прикордонних землях. Правителем Великої Карантанії став Генріх Молодший. Незабаром, проте, Генріх Молодший втрутився у боротьбу колишнього баварського герцога Генріха Норовистого проти імператора Оттона II (так звана війна трьох Генріхів), зазнав поразки і втратив Каринтію. Але вже в 983 йому вдалося повернутися на престол Баварії. Повернення в 985 в Баварію Генріха Норовистого знову привело до поділу Баварського і Каринтійського герцогств, цього разу остаточного. Генріх Молодший залишався герцогом Каринтії до своєї смерті в 989 році, заклавши таким чином основи каринтійської державності.

## Спадкоємці Луїтпольдингів
Зі смертю Генріха Молодшого Луїтпольдинги втратили свої позиції в імперії. Баварія перейшла під контроль Саксонської династії, в Каринтії встановилося правління Салічної династії, а пізніше — Еппенштейнів. Якийсь час представники бічних гілок Луїтпольдингів володіли землями в Баварії. Авторитет нащадків Луїтпольда, засновника Баварського герцогства, довго зберігався в Німеччині на досить високому рівні. Про це свідчить той факт, що кілька найважливіших династій південно-східної Німеччини виводили свої родоводи від Луїтпольдингів. Це, насамперед, Андекська династія, що домінувала в Баварії, Франконії і східних марках в XII-першій половині XIII століття, графи Діссе, Боген та Швейнфурт, а також Віттельсбахи, правлячі в Баварії до 1918 року. Хоча не існує доказів того, що родоначальник Віттельсбахів Отто граф Шейерн (пом. 1072), походив з дому Луїтпольдингів, немає і документів, що спростовують це твердження. Більш сумнівним видається походження австрійських Бабенбергів від Арнульфа Злого.